# Język takia
Język takia – język austronezyjski używany w prowincji Madang w Papui-Nowej Gwinei, na wyspach Bagabag i Karkar oraz we wsiach Megiar i Serang na wybrzeżu Nowej Gwinei. Według danych z 2002 r. posługuje się nim 25 tys. osób.
Wszyscy jego użytkownicy porozumiewają się w tok pisin, a wielu z nich zna także angielski. W piśmie posługują się zwykle tok pisin, gedaged bądź angielskim.
Znalazł się pod wpływem papuaskiego języka waskia (również z wyspy Karkar), z którego zaczerpnął semantykę i składnię, zachowując jednak własny zasób leksykalny (ang. metatypy).
Jest zapisywany alfabetem łacińskim.